# Unités de résistance de Sinjar
Les Unités de résistance de Sinjar (kurde : Yekîneyên Berxwedana Şengalê, abrégé YBŞ) sont une milice yézidie formée en 2014 lors de la seconde guerre civile irakienne.

## Historique

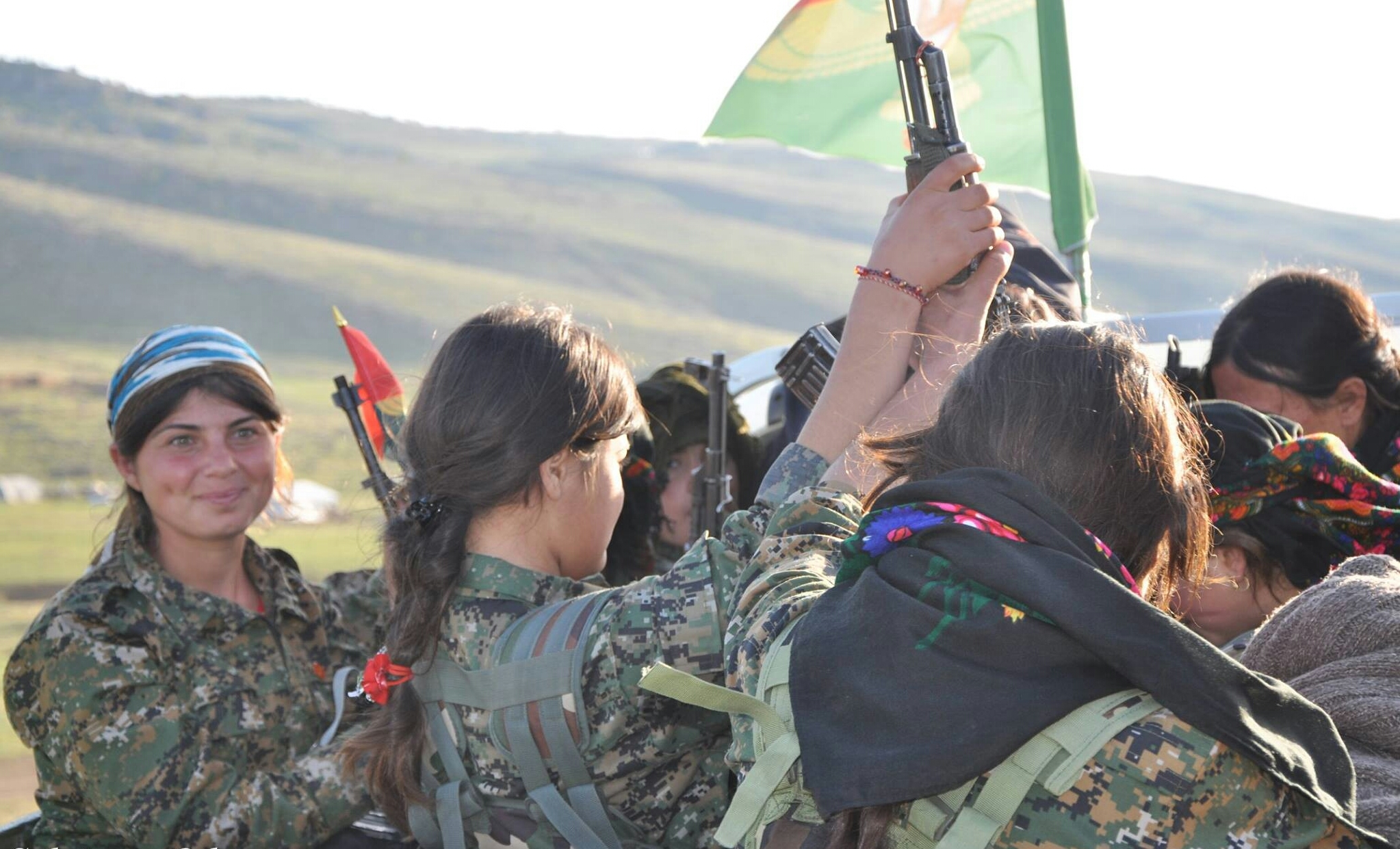
Combattantes yézidies des YBS en 2015.

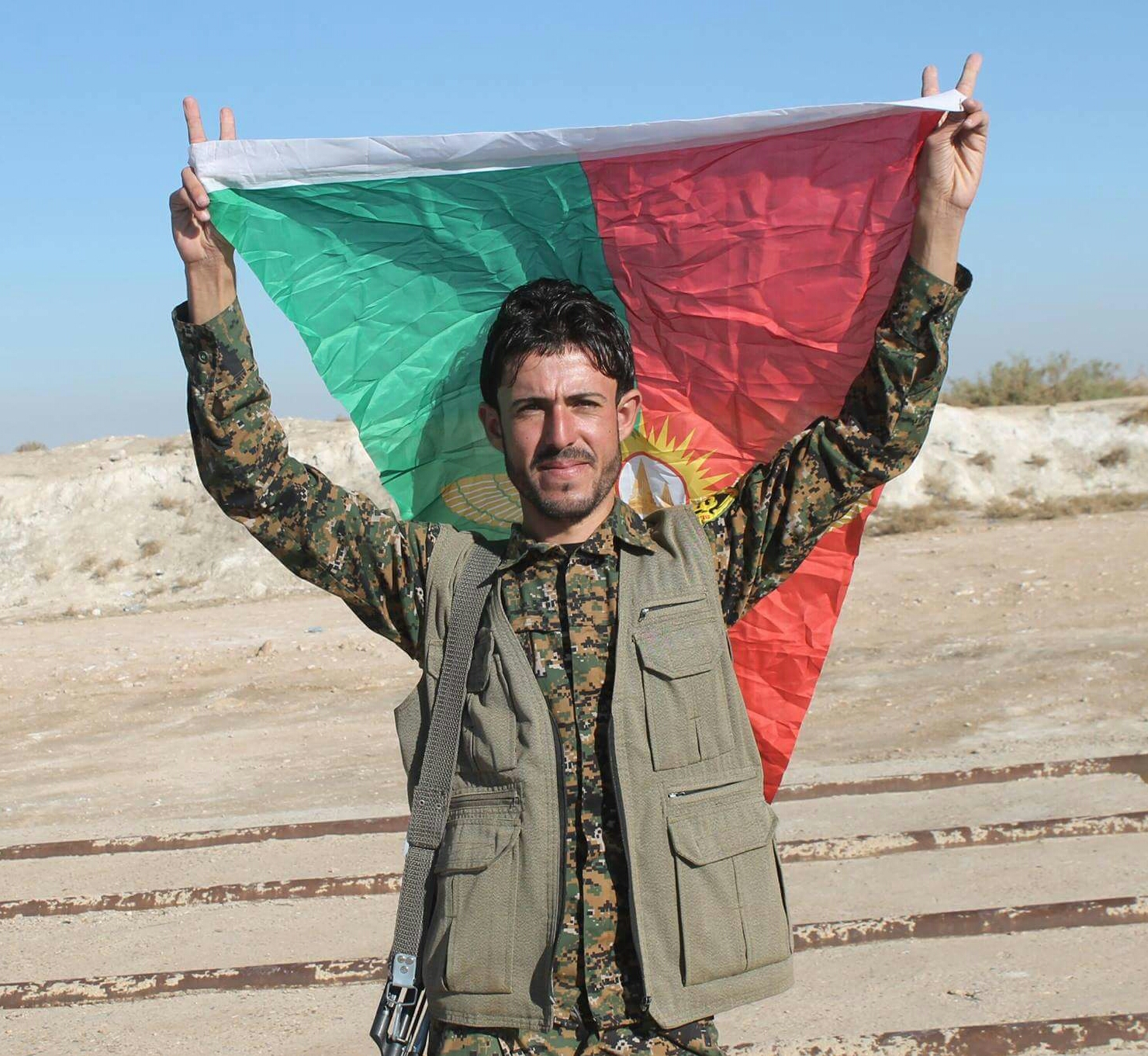
Un combattant yézidi des YBS, le 16 février 2016.

Les YBŞ sont formées après le début de la bataille de Sinjar et des massacres de Sinjar commis par les djihadistes de l'État islamique contre les Yézidis. Après la fuite des peshmergas du Gouvernement régional du Kurdistan, le PKK et les YPG interviennent dans la bataille, prennent pied dans les Monts Sinjar et sécurisent un corridor qui permet à plus de 200 000 yézidis de s'enfuir,. Après cet épisode, le PKK est perçu comme un sauveur par de nombreux yézidis et étend son influence. Le PKK et les YPG forment alors en septembre une branche locale de combattants yézidis, les YBŞ, afin de poursuivre la lutte contre les djihadistes,. Fin 2014, cette unité compterait entre 700 et 1 500 membres.
Les YBS sont liées au PKK et ses chefs sont réunis au sein de l'Assemblée populaire de Sinjar, qui ambitionne de fonder un territoire autonome pour les yézidis
En 2019, les YBS revendiquent 6 000 combattants et combattantes. Après la victoire contre l'État islamique à la bataille de Sinjar, les YBS entrent en rivalité avec d'autres milices yézidies : d'une part la Force de protection d'Êzîdxan et les Brigades d'Êzîdxan, proches du PDK et du Gouvernement régional du Kurdistan, et de l'autre le Régiment Lalesh, affilié aux Hachd al-Chaabi et proche du gouvernement irakien. Les YBS maintiennent leur présence dans les Monts Sinjar, tandis que la ville de Sinjar est contrôlée par les peshmergas avant de passer aux mains de l'armée irakienne et des Hachd al-Chaabi en octobre 2017. 
De 2015 à 2017, le PDK tente d'étouffer économiquement le PKK à Sinjar, mais sans succès. Après la prise de contrôle de Sinjar par l'armée régulière, le PKK coopère avec Bagdad malgré quelques accrochages et l'intention des autorités de reprendre le contrôle de la zone. En mai 2019, Falah Al-Fayyad, le conseiller à la sécurité nationale, se rend à Sinjar pour proposer aux chefs du PKK la démobilisation de leurs combattants contre leur intégration dans la police locale, mais sans succès.